# Qostanaj (provins)

Lägeskarta

Qostanaj (kazakiska: Қостанай облысы; ryska: Костанайская область) är en provins i norra Kazakstan. Den har en yta på 196 000 km² och omkring 908 000 invånare (2004). Provinsens huvudstad är Qostanaj.